# Активна питома поверхня
Активна питома поверхня мінеральних частинок — параметр, що характеризує відносну здатність поверхні адсорбувати з рідкої фази розчинені в ній флотаційні реагенти. 

## Загальна характеристика
Цей параметр, зокрема, визначають при дослідженнях збагачуваності з метою вибору оптимального режиму реагентного режиму флотації. Дослідження особливо важливі, якщо мінерали, що розділяють флотацією, мають близькі фізико-хімічні властивості поверхні.
Суть методу визначення активної питомої поверхні полягає у порівнянні швидкостей розчинення мінеральних частинок у воді, віднесених до їх питомої поверхні. Активну питому поверхню характеризують параметром А, який являє собою відношення підекспоненціального множника рівняння кінетики розчинення дослідженого матеріалу до його питомої поверхні. При визначенні параметра А припускають, що стан мінеральної поверхні зберігає свої якісні характеристики при переході від лабораторних умов до реальної флотаційної пульпи.
Наважки досліджуваного мінералу відбирають зі зразків мінеральної сировини до її подрібнення. Відібрані проби мономінералів подрібнюють сухим способом до флотаційної крупності. Перед дослідженням подрібнений мінерал знепилюють продуванням струмом повітря в патронному фільтрі (фільтрувальний матеріал — сітка з розміром чарунок 10 — 50 мкм). З подрібненої та знепиленої проби відбирають 4 наважки однакової маси. Оптимальною масою наважки є та, яка при подальшому розчиненні мінералу дає Т: Р = 1:100 ÷ 1:500.
Кінетику розчинення досліджуваного мінералу у воді виконують таким чином. У вимірювальну чарунку з відомим об'ємом поміщають дистильовану воду та при безперервному перемішуванні з постійною швидкістю вводять одну з наважок досліджуваного матеріалу. Через рівні проміжки часу (5 — 60 с) в рідкій фазі одержаної водо-мінеральної суспензії вимірюють концентрацію розчиненої речовин.
За розрахованими значеннями підекспоненціального множника k знаходять його середнє значення kс та активну питому поверхню:
А = kc/Sn, кг/м2∙с, де Sn — питома поверхня досліджуваного мінерального продукту, м2/кг.
Вибір методики вимірювання питомої поверхні, як правило, не відіграє суттєвої ролі при визначенні відносних значень параметра А, однак необхідно, щоб при порівнянні ряду мінералів досліджуваної гірської породи параметри k і Sn вимірювалися однаковим способом для усіх мінералів.
Після визначення значень активної питомої поверхні мінералів — компонентів досліджуваної сировини — їх розташовують у ряд за зменшенням параметра А.